# Forano
Forano ist eine italienische Stadt mit 3229 Einwohnern (Stand 31. Dezember 2023) in der Provinz Rieti in der Region Latium.

## Geographie
Forano liegt 57 km nördlich von Rom, 46 km südwestlich von Rieti und 55 km östlich von Viterbo in den Sabiner Bergen oberhalb des Tals des Tiber. Das Gemeindegebiet erstreckt sich vom Tiber bis in die Hügel der Sabina mit dem höchsten Punkt mit 251 m s.l.m.
Die Gemeinde befindet sich in der Erdbebenzone 2 (mittel gefährdet). Zu ihr gehören die Ortsteile Galantina, Gavignano, San Pietro und Santa Lucia. Die Nachbargemeinden sind Cantalupo in Sabina, Filacciano (RM), Poggio Catino, Poggio Mirteto, Ponzano Romano (RM), Selci, Stimigliano und Tarano.

### Verkehr
Forano liegt an der strada statale 657 Sabina (SS 657), die von Galantina (SS 313) zur Tiberbrücke Ponte Felice an der Via Flaminia führt. Die nächste Autobahnauffahrt ist Ponzano - Soratte auf die A1 Autostrada del Sole.
Die Gemeinde hat einen Bahnhof an der Bahnstrecke Florenz–Rom im Ortsteil Gavignano.

## Geschichte
Seit spätestens 1047 erscheint Forano im Registrum Farfense als Besitztum des Klosters. 1262 unterstand es dem Papste und wurde 1308 an die Sant’Eustachio, 1410 an die Savelli gegeben. 1599 verkaufte Lucio Savelli den Ort an Leone Strozzi, dessen Familie ihn mit dem Fürstentitel von 1698 an besaß. Im Jahre 1831 wurde Forano zusammen mit dem abhängigen Gavignano eine einzige Gemeinde.

## Bevölkerungsentwicklung
| Jahr      | 1861 | 1881 | 1901 | 1921 | 1936 | 1951 | 1971 | 1991 | 2001 |
| --------- | ---- | ---- | ---- | ---- | ---- | ---- | ---- | ---- | ---- |
| Einwohner | 992  | 1284 | 1465 | 1854 | 2100 | 2353 | 2120 | 2364 | 2453 |

Quelle: ISTAT

## Religion
In Forano besteht neben zwei katholischen Gemeinden auch eine der Evangelischen Waldenserkirche.

## Politik
Mit Datum vom 26. Mai 2019 wurde Marco Cortella (Lista Civica: Progresso Condiviso e Partecipato) zum neuen Bürgermeister gewählt.

## Sehenswürdigkeiten
- In Forano dominiert der recht kleine Palazzo Strozzi den Ort. Er geht auf die Zeit der Savelli zurück und wurde nach einer Epoche der Vernachlässigung in jüngerer Zeit restauriert.
- Die Pfarrkirche Santissima Trinità steht kurz daneben und wurde zwischen 1675 und 1682 im Auftrag von Luigi Strozzi errichtet; eine sicherlich geplante Verkleidung der Ziegelsteinfassade fand nicht statt. Der einschiffige Innenraum mit Seitenkapellen ist klassizistisch bestimmt. Im Hauptaltar ist ein Bild der Madonna mit Kind und zwei Engeln vorhanden, das wegen des Goldgrundes der Spätgotik angehört; es wird normalerweise durch ein Gemälde der Marienkrönung verborgen.
- Im Orte existieren noch eine Kirche San Pietro mit erstmaliger Nennung von 1049 und eine für San Sebastiano von 1343, die 1529 erneuert wurde. Dazu kommt die Kirche der Waldensergemeinde hinzu, die ähnlich wie in Rom zu sehen ist.
- In Gavignano ist ein Palazzo Orsini vorhanden, während die Pfarrkirche der Santa Maria Assunta geweiht ist. In ihr sind römische Funde aufbewahrt. Eine Restaurierung fand 1775 durch den Kardinalbischof Carlo Rezzonico den Jüngeren statt.